# Frederik Watz
Frederik Watz, född 9 september 1976 i Linköping, är en svensk roadracingförare som kört enstaka VM-deltävlingar i 250GP-klassen. Debuten skedde i Portugals Grand Prix 2005 och bästa resultatet är en 17:e plats i Kinas Grand Prix 2005. Senaste framträdande var i TT Assen 2008 vilket gav en 18:e placering. Watz kör annars Supersport i USA. Bland hans övriga meriter i 250cc-klassen märks svenska mästerskap 2001 och 2003, samt andraplatsen i Europamästerskapen 2004.